# Cromatografia líquida
La Cromatografia líquida, també coneguda com a Cromatografia de líquids, és una tècnica de separació i no és una tècnica d'anàlisi quantitativa o qualitativa. Permet separar físicament els diferents components d'una solució per l'absorció selectiva dels constituents d'una mescla. En qualsevol cromatografia hi ha un contacte entre dues fases, una de fixa que es diu estacionària, que es troba a l'interior de una columna, i una de mòbil o (fase mòbil) que flueix permanentment durant l'anàlisi, i que en aquest cas és un líquid o mescla de diversos líquids. La fase mòbil circula sobre la fase estacionària, de forma a maximitzar el contarte entre les superfícies La fase estacionària per la seva banda pot ser alúmina, sílice o resines d'intercanvi iònic. Els intercanviadors iònics són matrius sòlides que contenen llocs actius (que també s'anomenen grups ionogènics) amb càrrega electroestàtica (positiva o negativa). D'aquesta forma, la mostra queda retinguda sobre el suport sòlid per afinitat electroestàtica. Depenent de la relació càrrega/mida uns constituents de la mescla seran retinguts amb més força sobre el suport sòlid que d'altres, cosa que provocarà la seva separació. Les substàncies que romanen més temps lliures en la fase mòbil, avancen més de pressa quan aquesta flueix i les que queden més unides a la fase estacionària o retingudes avancen menys i, per tant, trigaran més a sortir o fluir.
Aquest tipus de cromatografia es pot fer servir en gairebé qualsevol tipus de molècules carregades incloent grans proteïnes, petits nucleòtids i aminoàcids. Sovint es fa servir en la purificació de proteïnes, l'anàlisi d'aigua i el control de qualitat.
Les columnes més habituals en cromatografia de líquids son "empacades".

## Mètodes de cromatografia líquida
| Mètodo                     | Abreujat | Mecanisme predominant                                                                       |
| Líquid, sòlid o d'adsorció | LSC      | Adsorció sobre la superfície                                                                |
| Líquid                     | LLC      | Repartiment entre fases líquides, una mòbil i l'altra estacionària.                         |
| Fase enllaçada             | BPC      | Repartiment i / o adsorció entre les fases mòbil i enllaçada.                               |
| Afinitat                   | --       | Ús de l'estructura de lligants immobilitzats per unir bioselectivament la proteïna volguda. |